# Dypterygia tripterygia
Dypterygia tripterygia là một loài bướm đêm trong họ Noctuidae.